# Naslednitsa po priamoi
Naslednitsa po priamoi (en rus: Наследница по прямой, lit. "Hereva per línia directa") és una pel·lícula dramàtica soviètica del 1982 dirigida per Serguei Soloviov.

## Argument
La pel·lícula parla d'una noia inusual que es considera l'hereva directa de Pushkin. Per a ella, les relacions adultes són falses i buides. I de sobte un amic del seu pare, juntament amb el seu fill, la venen a visitar.

## Repartiment
- Tatiana Kovxova
- Tatiana Drubitx
- Aleksandr Zbruiev
- Serguei Xakurov
- Igor Nefiodov
- Andrei Iuritsin
- Guerman Xorr
- Anna Sidorkina
- Aleksandr Porokhovxtxikov
- Serguei Plotnikov[5]